# Liste des épisodes de Utena, la fillette révolutionnaire
 (février 2023).
Si vous disposez d'ouvrages ou d'articles de référence ou si vous connaissez des sites web de qualité traitant du thème abordé ici, merci de compléter l'article en donnant les références utiles à sa vérifiabilité et en les liant à la section « Notes et références ».
Cette page liste les épisodes de l'anime Utena, la fillette révolutionnaire.

## Arc du Conseil des élèves
| No | Titre français                                     | Titre japonais             | Titre japonais                             | Date de 1re diffusion |
| No | Titre français                                     | Kanji                      | Rōmaji                                     | Date de 1re diffusion |
| -- | -------------------------------------------------- | -------------------------- | ------------------------------------------ | --------------------- |
| 1  | La fiancée de la Rose                              | 薔薇の花嫁                 | Bara no hanayome                           | 2 avril 1997          |
| 2  | Pour qui sourit la Rose                            | 誰がために薔薇は微笑む     | Dare ga tame ni bara wa hohoemu            | 9 avril 1997          |
| 3  | La nuit du Bal                                     | 舞踏会の夜に               | Butoukai no yoru ni                        | 16 avril 1997         |
| 4  | Jardin d'été : Prélude                             | 光さす庭・プレリュード     | Hikari sasu niwa - Pureryūdo               | 23 avril 1997         |
| 5  | Jardin d'été : Final                               | 光さす庭・フィナーレ       | Hikari sasu niwa - Fināre                  | 30 avril 1997         |
| 6  | Attention, Lady Nanami                             | 七実様御用心！             | Nanami-sama go-youjin!                     | 7 mai 1997            |
| 7  | La déception de Juri                               | 見果てぬ樹璃               | Mihatenu Juri                              | 14 mai 1997           |
| 8  | Le grand trip du riz au curry                      | カレーなるハイトリップ     | Karee naru Haitorippu                      | 21 mai 1997           |
| 9  | Le château de l'éternité                           | 永遠があるという城         | Eien ga aru toiu shiro                     | 28 mai 1997           |
| 10 | Le Trésor de Nanami                                | 七実の大切なもの           | Nanami no taisetsu na mono                 | 4 juin 1997           |
| 11 | Élégant et impitoyable, celui qui cueille la fleur | 優雅に冷酷・その花を摘む者 | Yuuga ni reikoku - Sono hana wo tsumu mono | 11 juin 1997          |
| 12 | Par amitié, peut-être...                           | たぶん友情のために         | Tabun yujo no tame                         | 18 juin 1997          |
| 13 | Le repérage des lieux                              | 描かれる軌跡               | Egakareru kiseki                           | 2 juin 1997           |

## Arc de la Rose noire
| No | Titre français                | Titre japonais     | Titre japonais            | Date de 1re diffusion |
| No | Titre français                | Kanji              | Rōmaji                    | Date de 1re diffusion |
| -- | ----------------------------- | ------------------ | ------------------------- | --------------------- |
| 14 | Ceux de la Rose Noire         | 黒薔薇の少年たち   | Kurobara no Shounentachi  | 2 juillet 1997        |
| 15 | Le paysage imaginé par Kozue  | その梢が指す風景   | Sono Kozue ga Sasu Fuukei | 9 juillet 1997        |
| 16 | La cloche de vache du bonheur | 幸せのカウベル     | Shiawase no Cowbell       | 16 juillet 1997       |
| 17 | Les Épines de la Mort         | 死の棘             | Shi no Toge               | 23 juillet 1997       |
| 18 | La Douleur de Mitsuru         | みつるもどかしさ   | Mitsuru Modokashisa       | 30 juillet 1997       |
| 19 | Le Chant du Royaume Déchu     | 今は亡き王国の歌   | Ima ha Naki Oukoku no Uta | 6 août 1997           |
| 20 | La Métamorphose de Wakaba     | 若葉繁れる         | Wakaba Shigereru          | 13 août 1997          |
| 21 | Insectes Nuisibles            | 悪い虫             | Warui Mushi               | 20 août 1997          |
| 22 | Le mémorial de Nemuro         | 根室記念館         | Nemuro Kinenkan           | 27 août 1997          |
| 23 | Le Talent d’un Duelliste      | デュエリストの条件 | Duelist no Jouken         | 3 septembre 1997      |

## Arc d'Akio Ohtori
| No | Titre français                              | Titre japonais                 | Titre japonais                             | Date de 1re diffusion |
| No | Titre français                              | Kanji                          | Rōmaji                                     | Date de 1re diffusion |
| -- | ------------------------------------------- | ------------------------------ | ------------------------------------------ | --------------------- |
| 24 | Le Journal Secret de Nanami                 | 七実様秘密日記                 | Nanami-sama Himitsu Nikki                  | 10 septembre 1997     |
| 25 | Apocalypse Éternelle pour Deux              | ふたりの永遠黙示録             | Futari no Eien Mokushiroku                 | 17 septembre 1997     |
| 26 | Le nid de Kosue (Jardin d'été, arrangement) | 幹の巣箱（光さす庭・アレンジ） | Miki no Subako (Hikari Sasu Niwa /Arrange) | 24 septembre 1997     |
| 27 | L'œuf de Nanami                             | 七実の卵                       | Nanami no Tamago                           | 1er octobre 1997      |
| 28 | Chuchotement dans les ténèbres              | 闇に囁く                       | Yami ni Sasayaku                           | 8 octobre 1997        |
| 29 | Un azur plus bleu que le ciel               | 空より淡き瑠璃色の             | Sora yori Awaki Ruriiro no                 | 15 octobre 1997       |
| 30 | La fille aux pieds nus                      | 裸足の少女                     | Hadashi no Shoujo                          | 22 octobre 1997       |
| 31 | Tragédie                                    | 彼女の悲劇                     | Kanojo no Higeki                           | 29 octobre 1997       |
| 32 | La Romance de Danseuses                     | 踊る彼女たちの恋               | Odoru Kanojotachi no Koi                   | 5 novembre 1997       |
| 33 | Le Prince qui court dans la Nuit            | 夜を走る王子                   | Yoru wo Hashiru Ouji                       | 12 novembre 1997      |

## Arc de la Fin du monde
| No | Titre français                       | Titre japonais     | Titre japonais                   | Date de 1re diffusion |
| No | Titre français                       | Kanji              | Rōmaji                           | Date de 1re diffusion |
| -- | ------------------------------------ | ------------------ | -------------------------------- | --------------------- |
| 34 | Le Sceau de la Rose                  | 薔薇の刻印         | Bara no Kokuin                   | 19 novembre 1997      |
| 35 | Un Amour en Hiver                    | 冬のころ芽ばえた愛 | Fuyu no Koro Mebaeta Ai          | 26 novembre 1997      |
| 36 | Et Les Portes de la Nuit s’ouvrirent | そして夜の扉が開く | Soshite Yoru no Tobira ga Hiraku | 3 décembre 1997       |
| 37 | Celle qui Révolutionnera le Monde    | 世界を革命する者   | Sekai wo Kakumei Suru Mono       | 10 décembre 1997      |
| 38 | Les Fins du Monde                    | 世界の果て         | Sekai no Hate                    | 17 décembre 1997      |
| 39 | Le Soleil se lève aussi              | いつか一緒に輝いて | Itsuka Issho ni Kagayaite        | 24 décembre 1997      |